# Avenida Simón Bolívar (París)
La avenida Simón Bolívar (en francés: Avenue Simon-Bolivar) es una vía en el XIX Distrito de París (francés XIX Arrondisement), en Francia, que colinda con una porción del extremo sur del conocido parque de Buttes-Chaumont. Se encuentra en el barrio del Combate (Quartier du Combat en francés), llamado así porque durante una parte del siglo XVIIII y del XIX se celebraban dentro de sus límites combates a muerte entre animales de circo para divertir a la gente, hasta que estos espectáculos fueron prohibidos en la ciudad en 1833.

## Origen del nombre
Esta vía rinde homenaje a Simón Bolívar (1783-1830), caudillo hispanoamericano y uno de los grandes líderes de la emancipación de los países hispanoamericanos frente al imperio español. Contribuyó a inspirar y concretar de manera decisiva, en los albores del siglo XIX, la independencia de Bolivia, Colombia, Ecuador, Panamá, Perú y Venezuela.

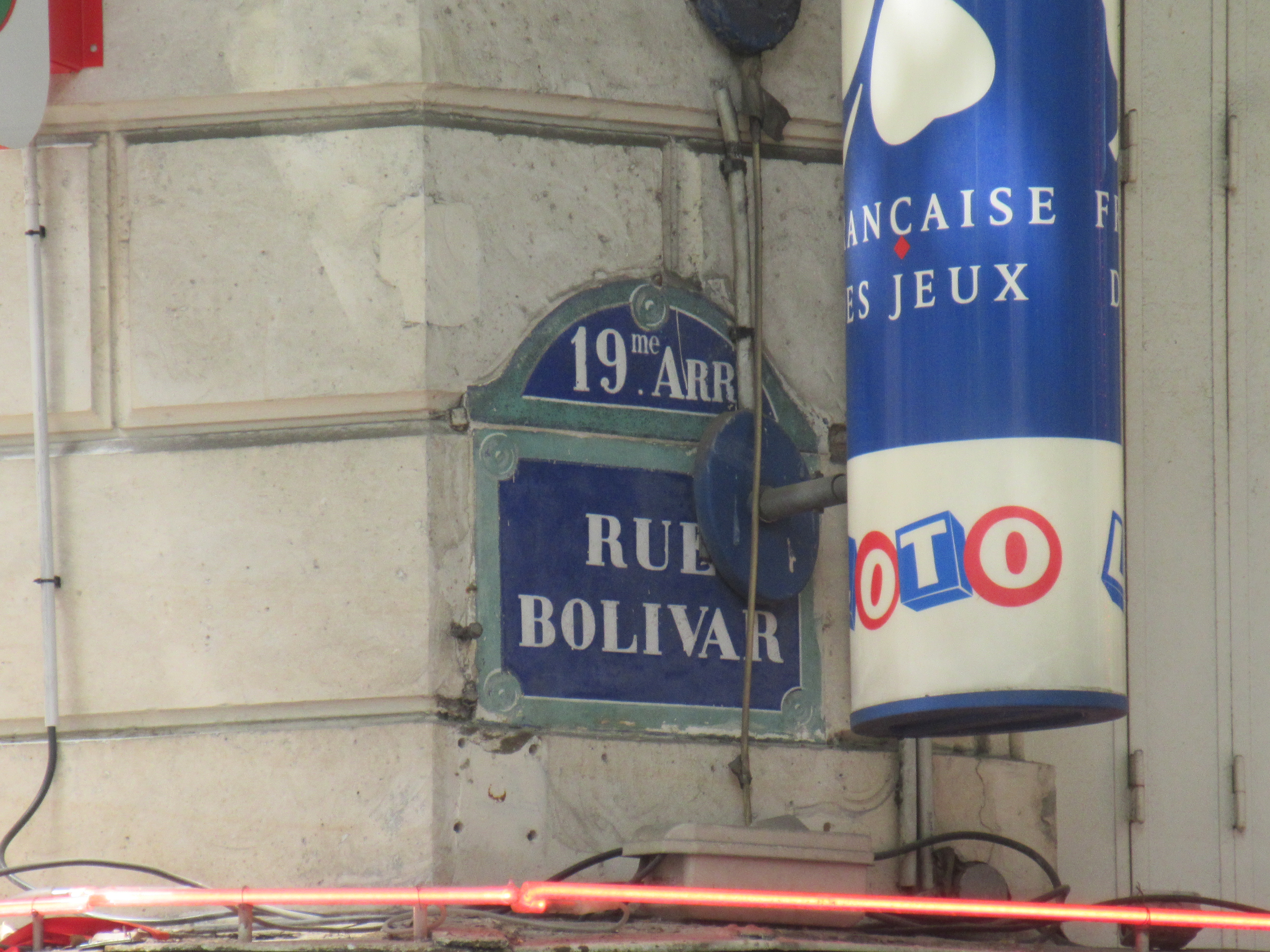
Placa Calle Bolívar, antiguo nombre de la actual avenida

## Datos históricos
La apertura de la vía se decidió en 1862 al prolongar una parte de la antigua calle de Puebla, que fue reestructurada. 
Tomó el nombre de « rue Bolivar » en 1880. En 1927, adquiere la condición de avenida y toma el nombre de « avenue Simon-Bolivar ».
- El parque Buttes-Chaumont.
- Conjunto HBM concebido por el arquitecto Charles Heubès y construido entre 1924 y 1930.
- No  41 : Henri Désiré Landru nació en el 41 de esta calle el 12 de abril de 1869.[3]
- No 50-52  : el acceso a la butte Bergeyre por una escalera.
- No 112-114  : la iglesia católica Saint-Georges de la Villette.
- No  127 : el corredor Alain Mimoun vivió muchos años en un modesto piso del no 127  de la avenida.[4]

## Galería de fotos

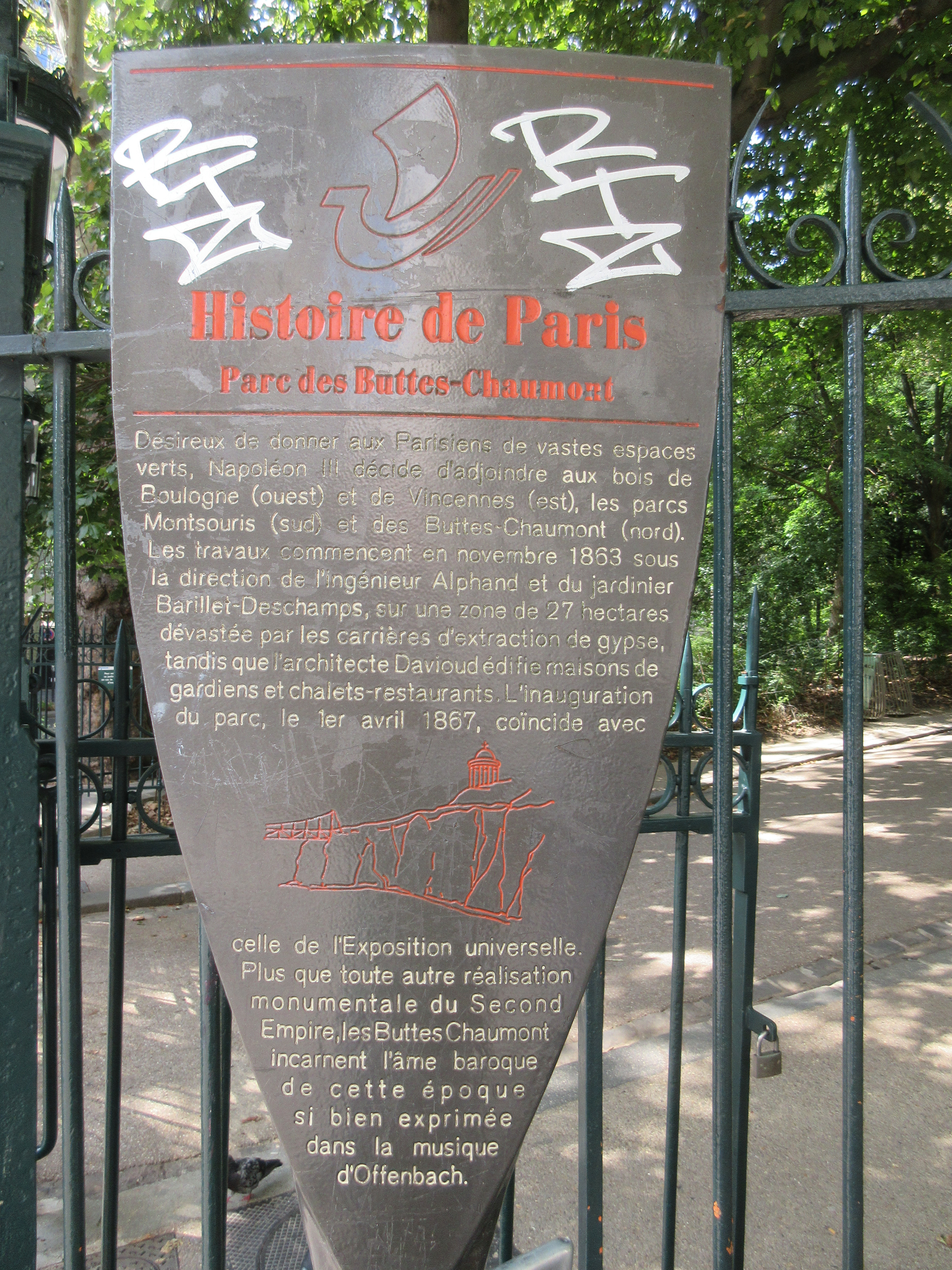
Cartel Historia del Parque de Buttes-Chaumont »
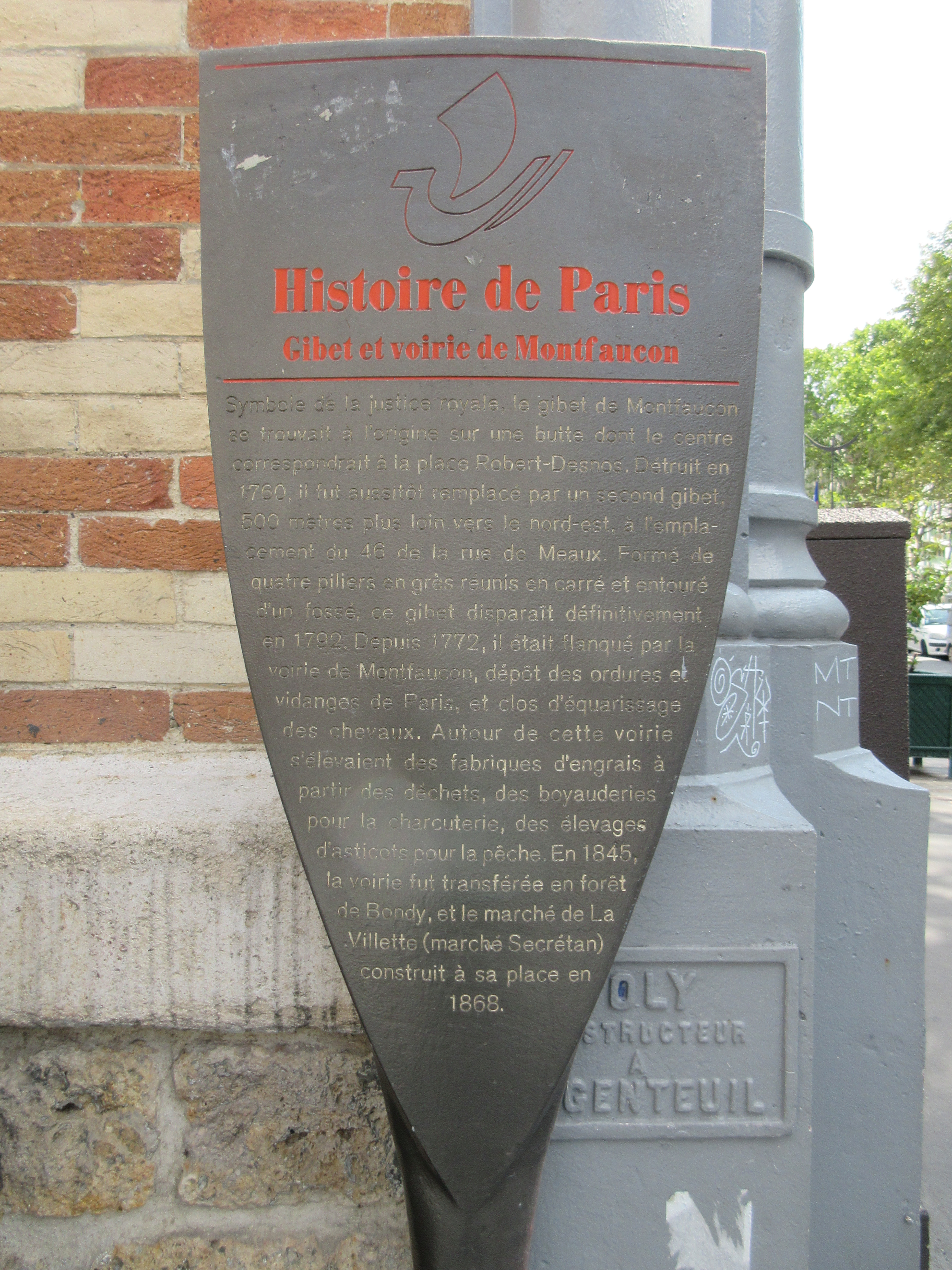
Cartel Historia de París
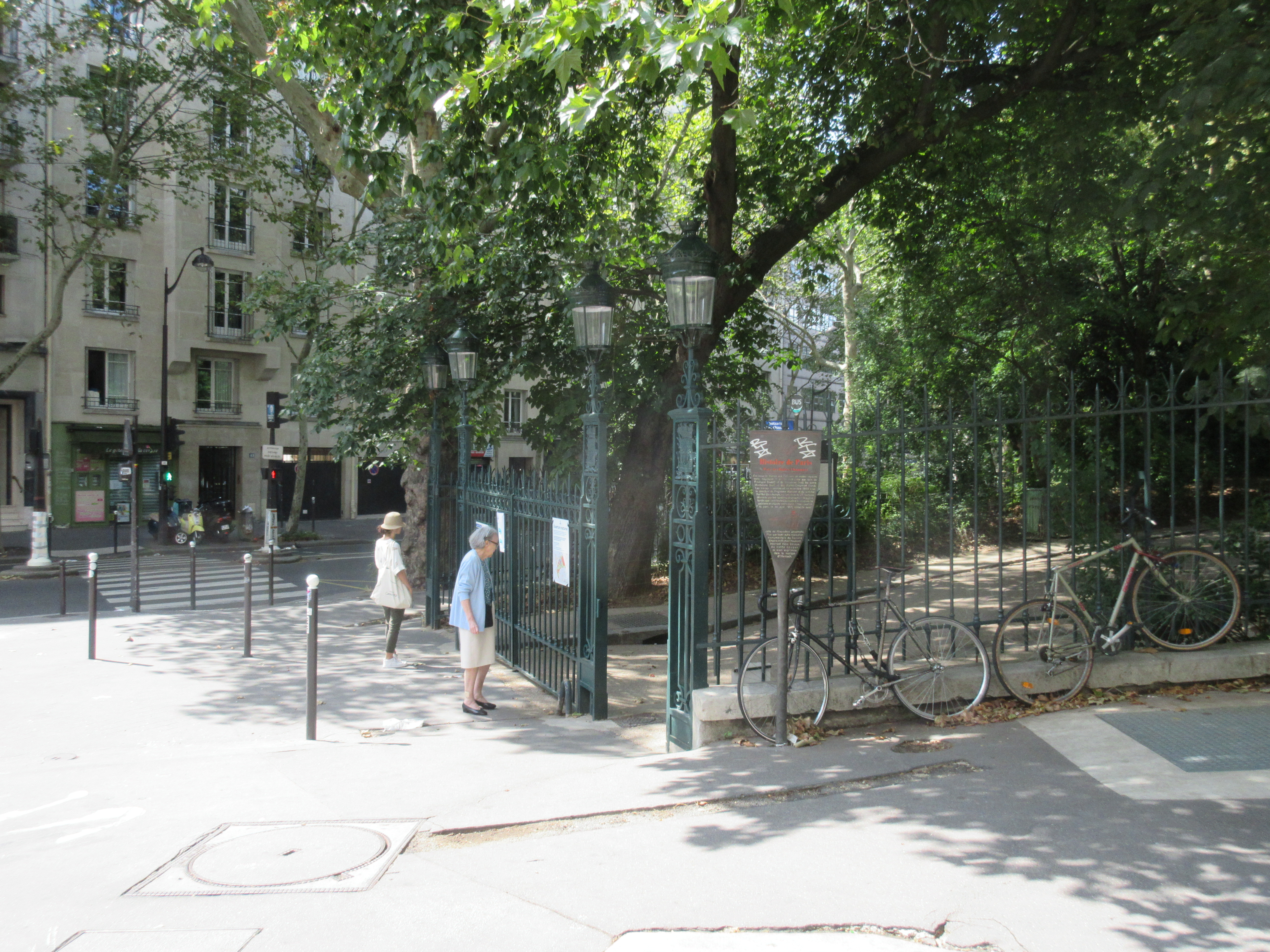
Entrada del parque Buttes-Chaumont, en la esquina de la avenida Simón Bolívar y la calle Botzaris
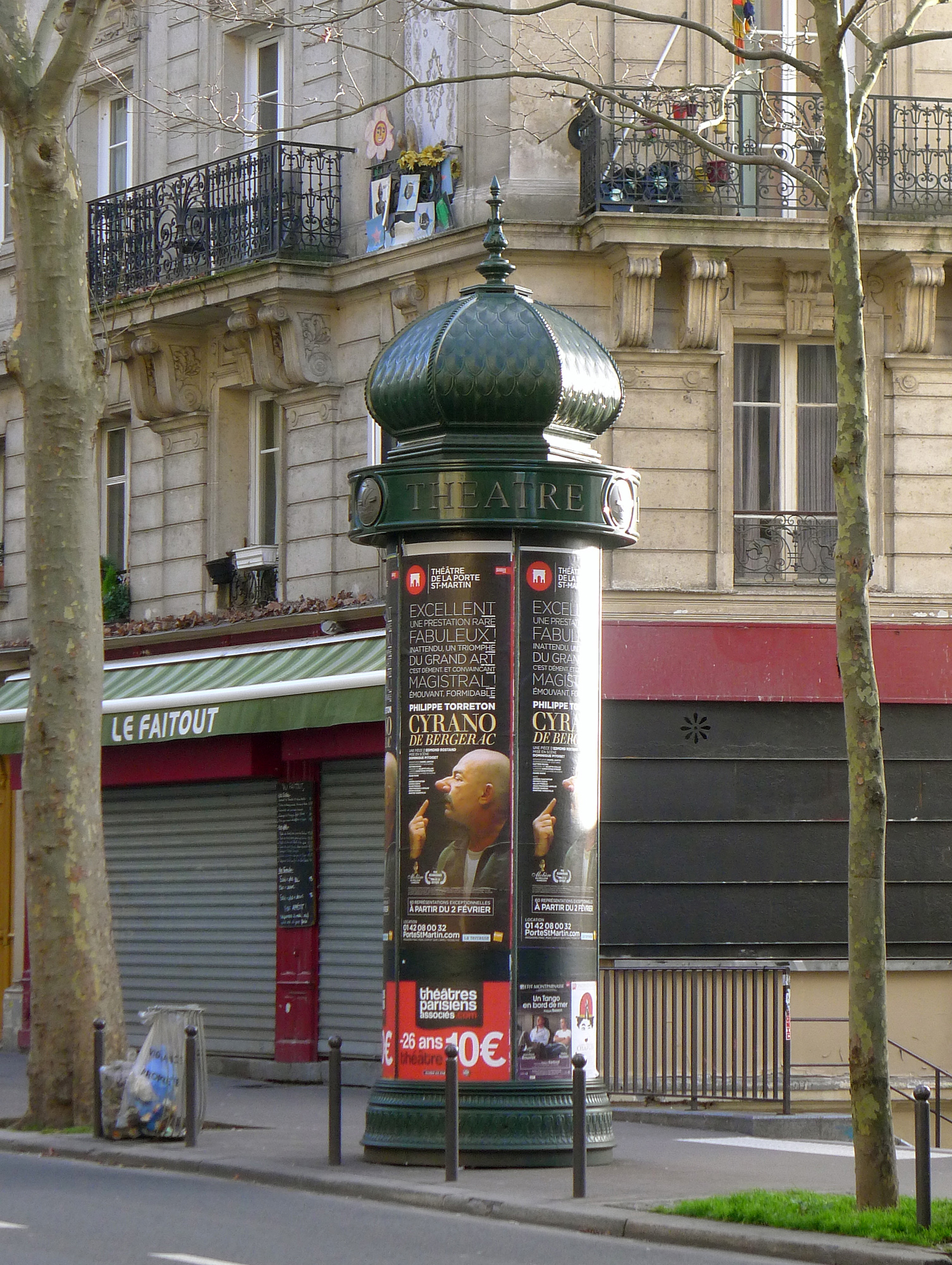
Columna Morris.
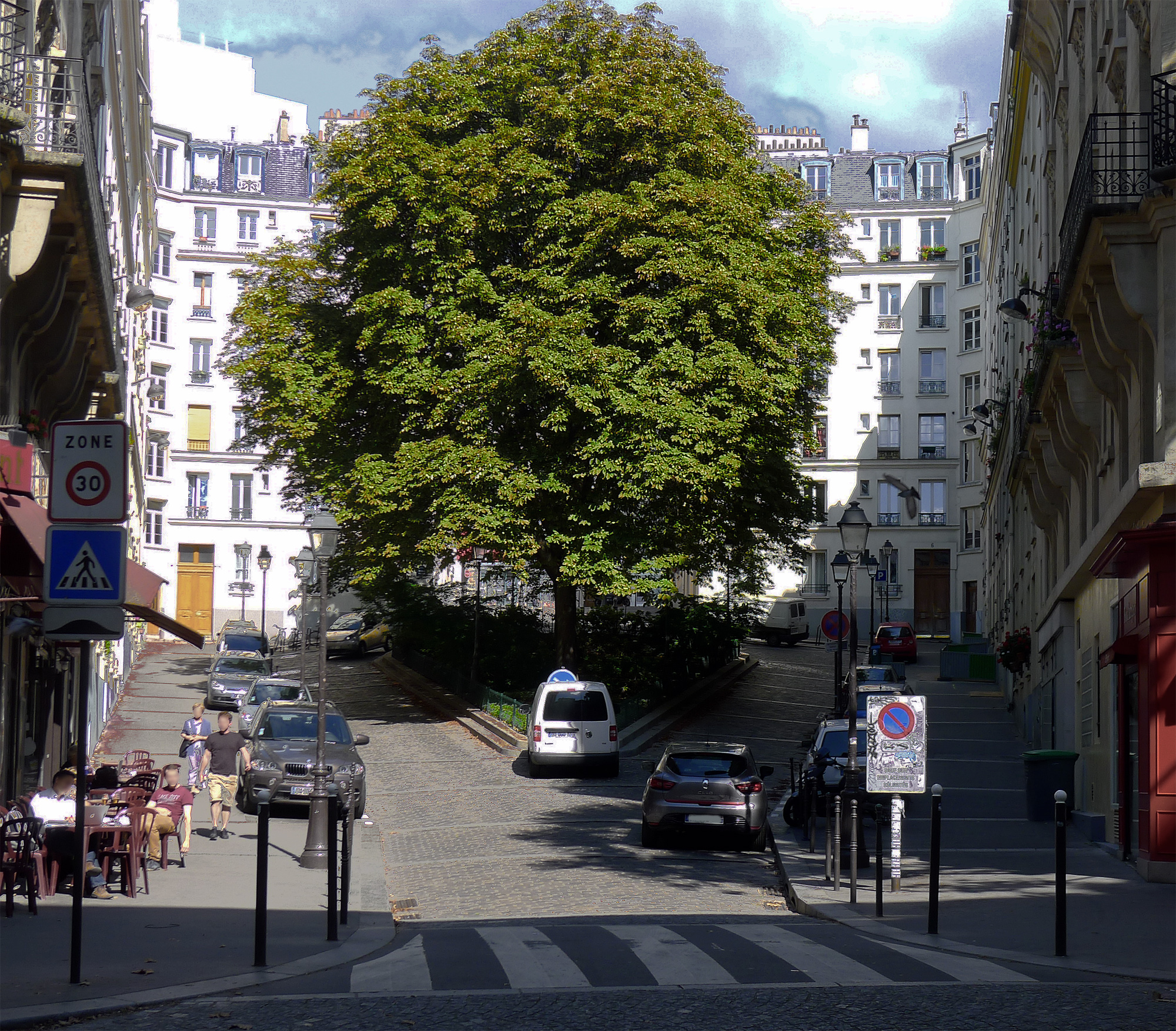
Plaza Bolívar (square en francés) vista desde la propia avenida Simón Bolívar.
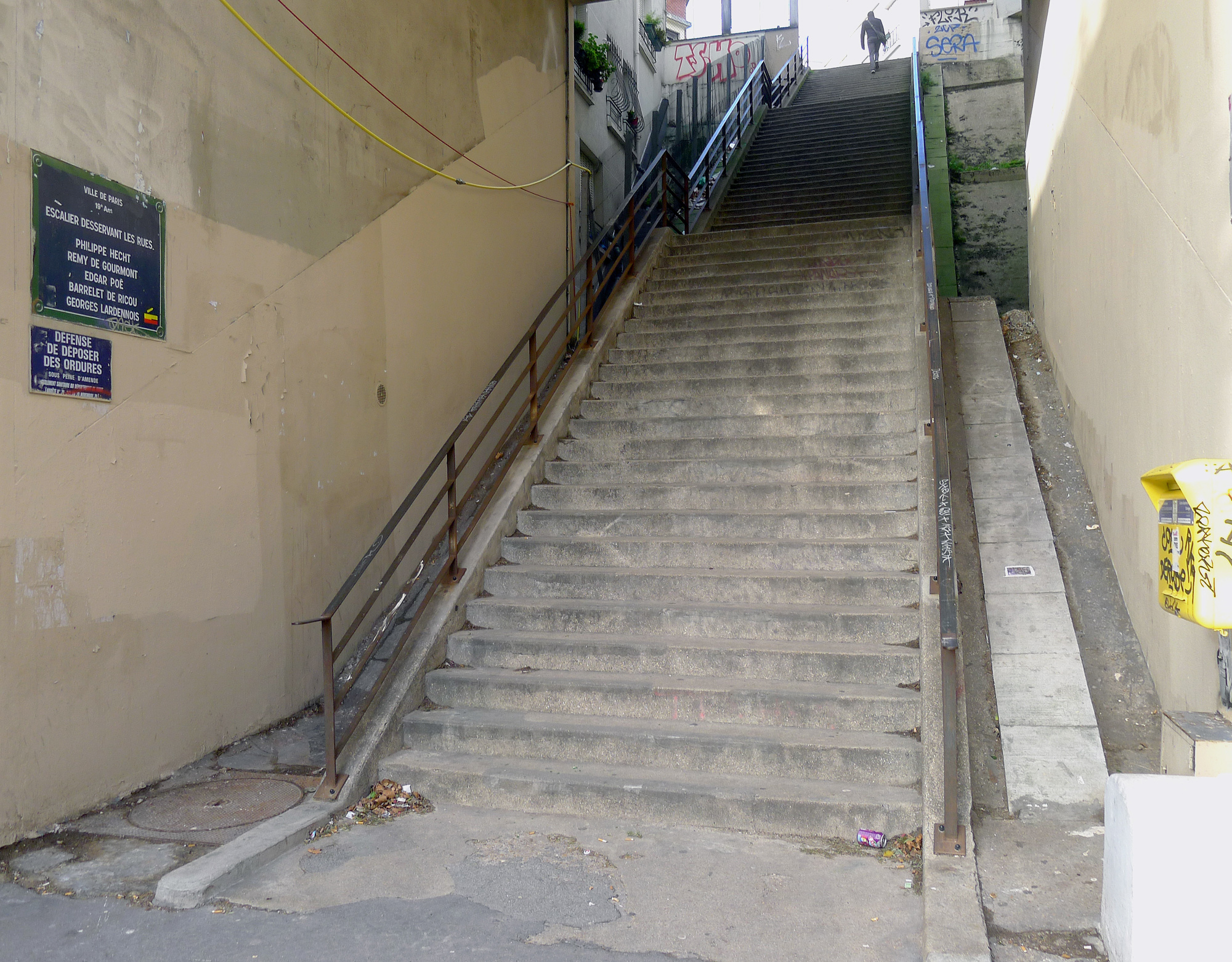
Escalera que permite acceder a la butte Bergeyre en el parque, desde la avenida Simón Bolívar ; lugar de una toma célebre del fotógrafo Willy Ronis.
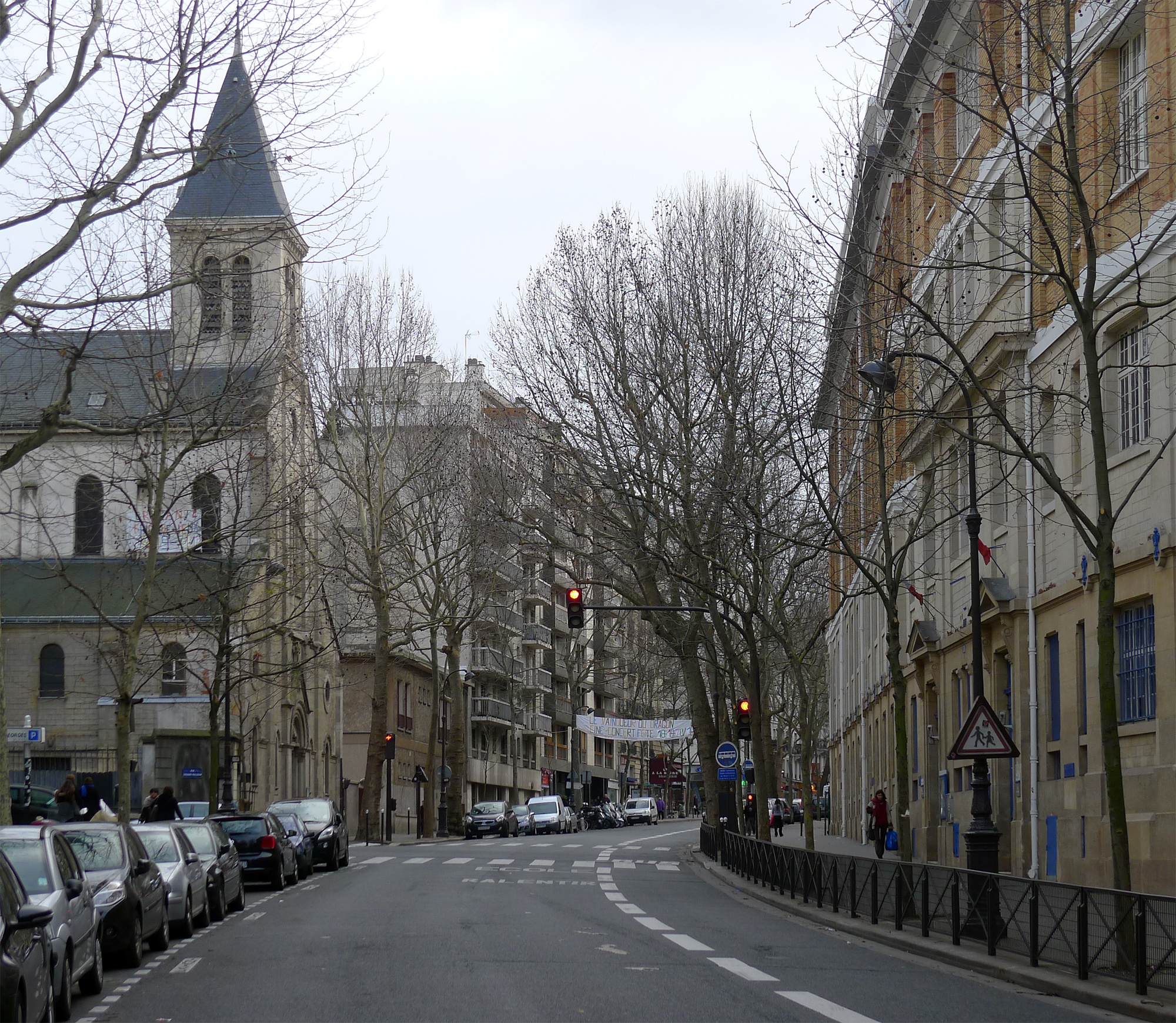
La avenida Simón Bolívar al nivel de la iglesia Saint Georges de la Villette.
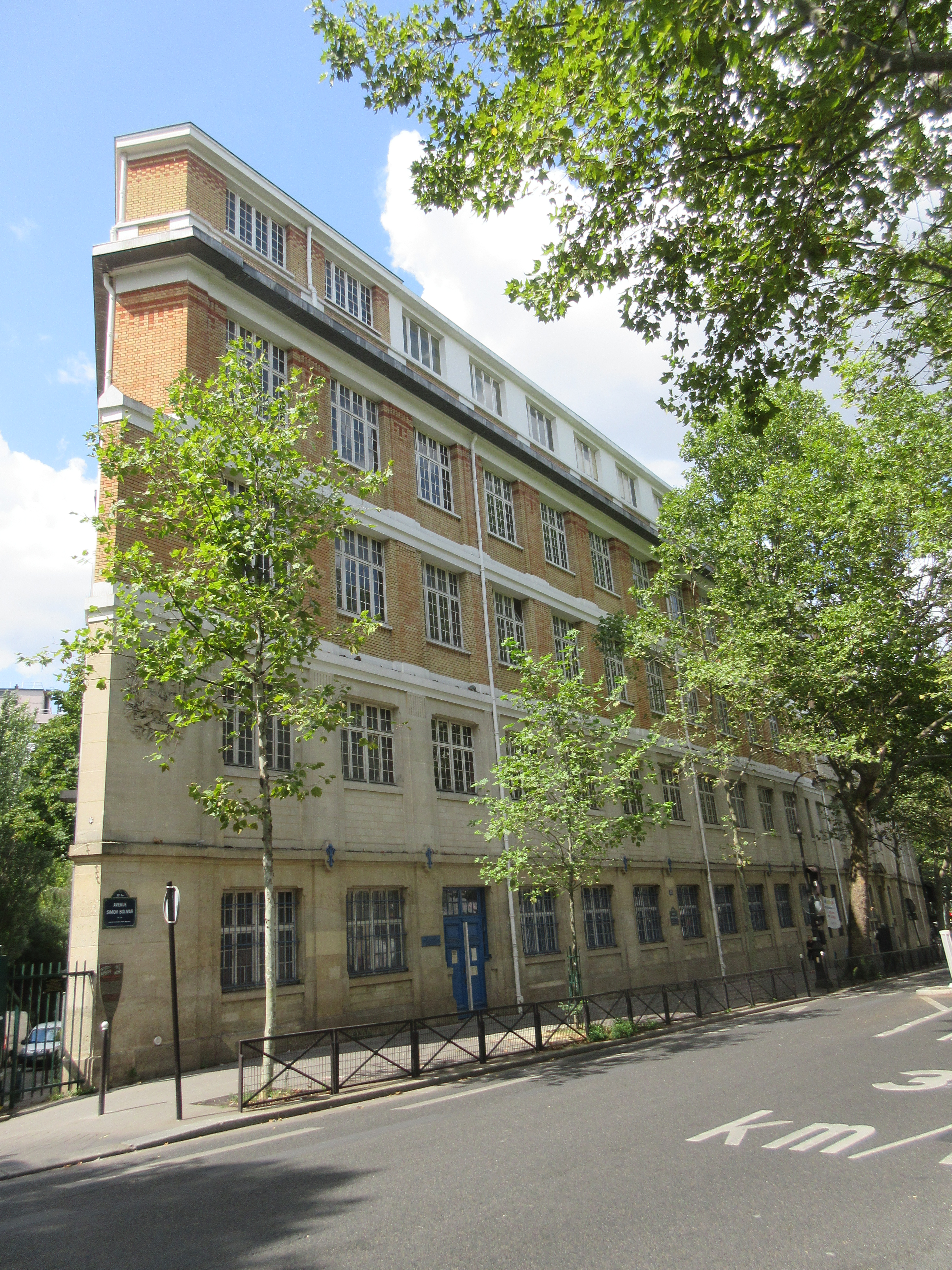
117 avenida Simón Bolívar